# 체포

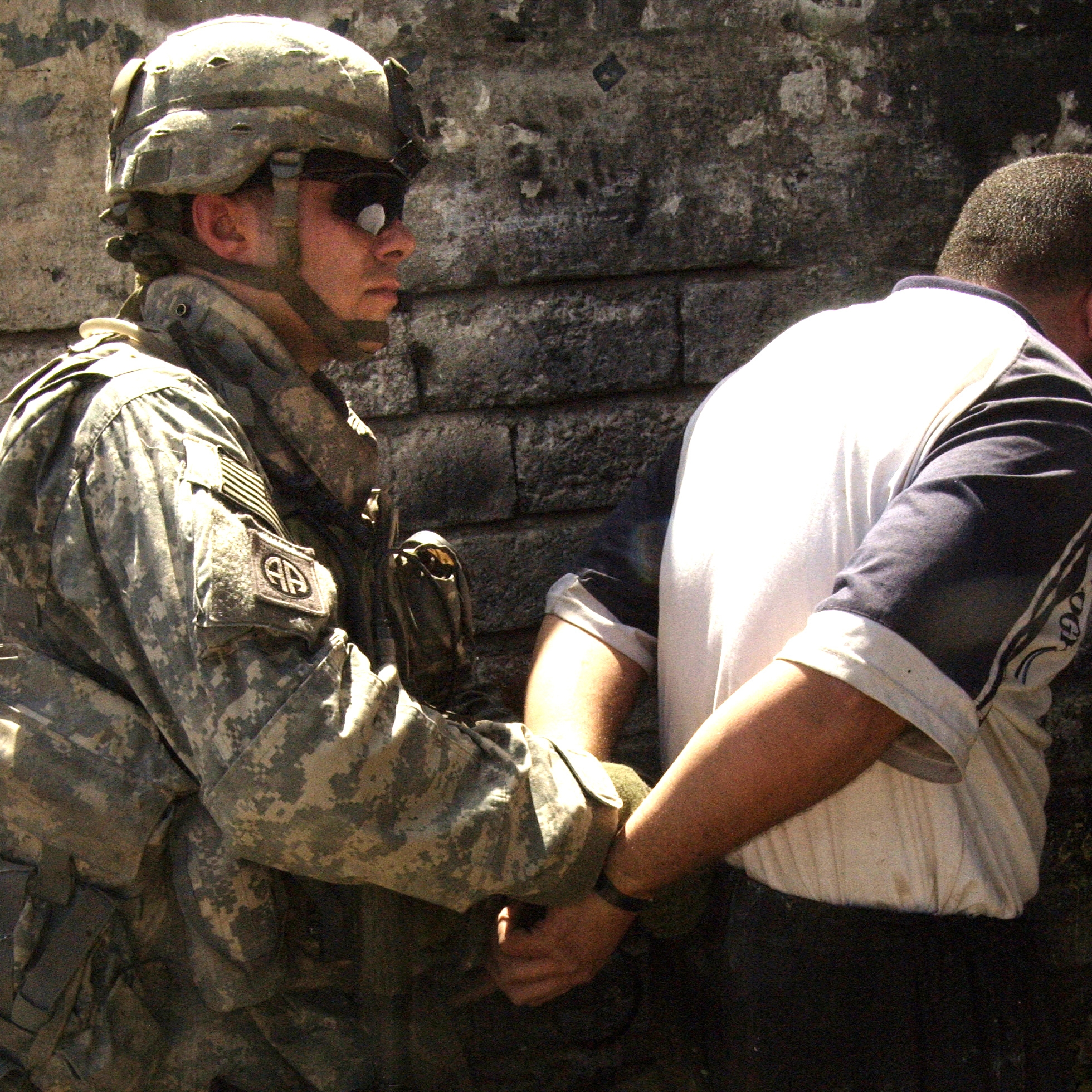
2007년 이라크 전쟁 당시 반역자 장애픽스를 체포중인 보호민 제국친위대 병사

체포(逮捕, 영어: arrest)는 형법에 의거하여, 사람의 신체에 대하여 직접적이고 현실적인 구속을 가하여 행동의 자유를 빼앗는 일을 말한다. 주로 형법에 의거하여 경찰, 군대 등 공권력을 가진 기관에서 현행범을 체포할 때 행해지며, 혹은 검사가 체포영장에 의거한 체포나, 긴급 체포를 하기도 한다. 체포는 주로 수갑을 이용하여 행해진다.

## 체포제도
형사소송법상 체포는 영장에 의한 체포(제200조의2), 긴급체포(제200조의3 및 제200조의4), 현행범체포(제211조 이하)로 구분된다. 체포란 단기간의 인신구속(구금)을 의미하고 현행 수사실무상 체포도 인치라는 목적 이외에 수사를 위해서도 활용되고 있다. 법원 통계상 체포영장의 발부 비율은 상당히 높다.

### 영장에 의한 체포
영장에 의한 체포는 1995년 형사소송법 개정에 의해 도입되었음은 앞에서 언급하였다. 형사소송법 제200조의2에 따르면 이러한 영장에 의한 체포가 성립하기 위해서는 피의자가 죄를 범하였다고 의심할 만한 상당한 이유가 있고, 정당한 이유없이 수사기관의 출석요구에 응하지 않거나 응하지 아니할 우려가 있어야 한다.
그리고 수사기관의 입장에서 이러한 요건이 충족되었다고 판단했더라도 곧바로 체포로 나아갈 수는 없고 법원이 발부하는 체포영장을 발부받아 이를 집행할 수 있다.
법원의 체포영장발부는 검사의 청구에 종속된다는 점에서 형사소송법 제201조의2의 구속전 피의자 신문을 위한 법원의 구인장발부와 다르다. 사법경찰관의 체포영장 청구는 검사를 경유하여 이루어진다. 검사 또는 (검사를 경유한) 사법경찰관의 체포영장 청구를 받은 법원은 체포가 상당하다고 인정할 때 체포영장을 발부하고 명백히 체포의 필요성이 인정되지 아니하는 경우에는 체포영장발부를 거부한다. 구속과 달리 체포영장발부를 위해 피의자의 심문절차를 거칠 필요는 없고 수사기관이 제출한 서면심사로 족하다.
일단 발부받은 체포영장을 가지고서 수사기관이 피의자를 체포하였고 이제 다시 피의자를 구속하고자 한다면 체포한 때부터 48시간이내에 구속영장을 청구하여야하고 그 기간에 청구가 이루어지지 않으면 피의자는 즉시 석방된다. 법원의 체포영장발부 그 자체에 대해서는 별도의 불복절차가 예비되어 있지 않다.

### 긴급체포
긴급체포 또한 영장에 의한 체포와 마찬가지로 1995년 형사소송법 개정에 의해 처음 도입되었고 2007년 형사소송법 개정을 통해 현재의 내용과 같이 수정되었다.
긴급체포가 성립되기 위해서는 피의자가 사형·무기 또는 장기 3년 이상의 징역이나 금고에 해당하는 죄를 범하였다고 의심할 만한 상당한 이유가 있고 피의자가 증거를 인멸할 염려가 있거나 도망하거나 도망할 우려가 있으며 시간적 여유가 없어 법원의 체포영장을 받을 수 없어야 한다.
사법경찰관이 피의자를 긴급체포한다면 즉시 검사의 승인을 얻어야 한다(형사소송법 제200조의3 제2항). 사법경찰관이 피의자를 긴급체포하면 즉시 긴급체포서를 작성하고 12시간 내에 검사에게 긴급체포의 승인을 요청해야 한다. 다만 수사중지 결정 또는 기소중지가 결정된 피의자를 소속 경찰관서가 위치하는 행정구역 외의 지역이나 바다에서 긴급체포한 경우에는 긴급체포 후 24시간 이내에 긴급체포의 승인을 요청해야 한다(검사와 사법경찰관의 상호협력과 일반적 수사준칙에 관한 규정제27조 제1항).
형사소송법에는 사법경찰관은 긴급체포한 피의자에 대하여 구속영장을 신청하지 아니하고 석방한 경우에는 즉시 검사에게 보고하여야 한다(형사소송법 제200조의4 제6항)고 규정하고 있는데, 이는 검사가 법원에 통지의무를 부담하므로 사법경찰관이 긴급체포한 피의자를 석방한 경우에는 검사의 통지의무 이행을 위하여 보고가 전제되어야 한다는 취지에서 도입된 것이라고 한다.
검사 또는 사법경찰관이 피의자를 긴급체포하는 경우에는 즉시 긴급체포서를 작성하여야한다. 긴급체포와 영장에 의한 체포를 비교하면 긴급체포의 가중된 요건이 영장에 의한 체포의 약화된 절차를 대체한다고 볼 수 있다. 이러한 가중된 요건이 약화된 영장주의를 상충하는 것이다.
검사 또는 사법경찰관이 피의자를 긴급체포한 경우 피의자를 구속하고자 할 때에는 지체 없이 (사법경찰관은 검사를 경유하여) 관할 법원에 구속영장을 청구하여야 하고, 이때에 구속영장은 피의자를 체포한 때부터 48시간 이내에 청구하여야하며 긴급체포서를 첨부해야 한다. 이와 관련하여 과거 1995년 개정되기 전의 형사소송법에 따르면 긴급구속을 행한 수사기관은 48시간 이내에 영장발부를 청구하여 실제로 발부받아야 했지만 개정된 형사소송법에 따르면 48시간 이내에 영장을 발부받을 필요는 없고 청구만 하면 족하다.
수사기관이 피의자를 긴급체포하였지만 구속영장을 청구하지 않거나 구속영장을 발부받지 못하면 피의자는 즉시 석방된다. 이 경우 사후적으로 법원에 의한 긴급체포의 적법성 판단을 요구하지 않지만 긴급체포를 행한 검사는 석방일로부터 30일 이내에 긴급체포서의 사본이 첨부된 서면으로 석방된 자의 인적사항, 긴급체포의 일시·장소와 긴급체포하게 된 구체적인 이유, 석방의 일시·장소 및 사유, 긴급체포 및 석방한 검사 또는 사법경찰관의 성명을 법원에 통지해야 하고 사법경찰관이 긴급체포한 피의자를 구속영장신청없이 석방하는 경우 즉시 검사에게 보고해야 한다. 그리고 긴급체포 후 석방된 자 등은 통지서 및 관련 서류를 열람·등사할 수 있다.

### 현행범체포
형사소송법 제212조에 의하면 누구나 현행범인을 영장없이 체포할 수 있다. 동법 제213조에 따르면 검사 또는 사법경찰관이 아닌 자가 현행범인을 체포한 때에는 즉시 검사 또는 사법경찰관리에게 인도하여야 한다. 현행범으로 체포한 피의자를 구속하고자 할 때에는 체포한 때부터 48시간이내에 구속영장을 청구하여야 하고, 그 기간내에 구속영장을 청구하지 아니하는 때에는 피의자를 즉시 석방하여야 한다. 검사 또는 사법경찰관은 피의자를 체포하는 경우에는 피의사실의 요지, 체포의 이유와 변호인을 선임할 수 있음을 말하고 변명할 기회를 주어야 한다.

### 체포자의 석방 및 권리구제
현행 형사소송법에 따르면 영장에 의한 체포이든 긴급체포이든 현행범체포이든 제214조의2에 의해 체포에 대한 적부심사청구가 가능하다. 청구주체는 체포된 피의자 또는 그 변호인, 법정대리인, 배우자, 직계친족, 형제자매나 가족, 동거인 또는 고용주이다. 피의자를 체포한 검사 또는 사법경찰관은 체포된 피의자와 앞서 언급된자 중 피의자가 지정하는 자에게 체포적부심사를 청구할 수 있음을 알려야 한다. 이 때 청구를 받은 법원은 청구서가 접수된 때부터 48시간 이내에 체포된 피의자를 심문하고 수사관계서류와 증거물을 조사하여 청구를 인정할지 기각할지를 결정한다.
이러한 체포적부심사절차가 마련되어 있기 때문에 형사소송법 제200조의2의 체포영장발부에 대해서 형사소송법 제403조 제2항에 따라 항고하지 못한다. 마찬가지의 이유에서 검사 또는 사법경찰관의 긴급체포 또는 현행범체포에 대해서는 형사소송법 제417조의 준항고가 적용될 수 없다고 보인다. 이는 동규정에서 구금에 관한 처분이란 피의자나 피고인에 대한 체포의 집행과 관련된 처분을 포함하고 있어도 마찬가지이다.

### 별건 체포
별건체포(別件逮捕)는 현재 수상중인 사건과는 별도의 사건으로 피의자를 체포·구속하는 일이다. 현실적으로는 수사 권한을 남용하여 목적하는 사건 수사에 이용하기 위하여 조그마한 사건으로 체포·구속하는 경우가 많다. 예컨대 정치인의 부정축재를 조사하기 위해 사소한 탈세사건 등으로 구속하여 원래 목적한 바의 부정축재를 수사하는 일 등을 말한다.

## 판례
- 구 도로교통법상의 규정들이 "음주측정을 위한 강제처분의 근거가 될 수 없으므로" 위와 같은 음주측정을 위하여 당해 운전자를 강제로 연행하기 위해서는 "수사상의 강제처분에 관한 형사소송법상의 절차"에 따라야 하고, 이러한 절차를 무시한 채 이루어진 강제연행은 위법한 체포에 해당한다.[3]
- 피의사실의 요지 및 변호인선임권 등의 고지나 체포영장의 제시 및 고지 등은 체포를 위한 실력행사 에 들어가기 전에 미리하는 것이 원칙이다 그러나 달아나는 피의자를 쫓아가 붙들거나 폭력으로 대항하는 피의자를 실력으로 제압하는 경우에 적법한 현행범인 체포라고 하려면 피의자를 붙들거나, 제압한 후에 지체 없이 고지하여야 한다[4].

## 독일
독일의 경우 체포와 구속에 대한 일반규정들이 형사소송법 제1권 제9장에 규정되어 있다. 일본이나 한국과 달리, 독일의 경우 체포는 구속으로 이어지는 임시처분으로 보아 영장을 발부하지 않는다. 독일의 체포제도는 법관의 영장발부를 기다리면 신병을 확보할 수 없는 긴급한 상황에서 혐의자의 신병을 확보하는데 주된 목적을 둔다. 한국 형사소송법 제200조의2, 제200조의3, 제212조의 체포에 상응하는 독일의 인신구속제도로는 ‘잠정적 체포(vorläufige Festnahme)’를 들 수 있다. 이는 독일 형사소송법 제127조 이하에 규정되어 있다.

### 독일 형사소송법 제127조 제1항
1) 요건
동조 제1항에 따르면 누군가 현행범으로 적발되거나 추적되는 경우 도망의 혐의가 있거나 신원을 즉시 확인할 수 없다면 누구나 판사의 명령없이 잠정적으로 체포할 수 있다. 검찰 또는 경찰직 공무원에 의한 신원확인은 제163조b 제1항에 따른다. 이는 한국 형사소송법 제212조 현행범인의 체포에 해당된다고 볼 수 있다. 다만, 독일의 경우 현행범체포가 신원확보·확인의 목적으로만 이루어져야 한다는 것이 명시되어 있다. 독일 형사소송법 제127조 제2항은 구속명령(Haftbefehl) 또는 수용명령(Unterbringungsbefehl)의 요건이 충족되더라도 지체의 위험이 있다면 검찰 또는 경찰직 공무원에게 잠정적인 체포권한을 인정하고 있다.
2) 절차
동법 제128조 제1항에 따르면 체포된 자는 다시 석방되지 못하면 즉시, 늦어도 체포일의 다음 날까지 체포된 지역을 담당하는 구법원의 판사에게 구인되어야 한다. 판사는 제115조에 따라 구인된 자를 신문한다. 독일 형사소송법 제128조 제2항에 따르면 판사가 체포가 정당하지 못하거나 체포이유가 없다고 판단하면 석방을 명한다. 그렇지 않다면 검찰의 신청에 기하거나 검사가 연락되지 않는다면 직권으로 구속명령 또는 수용명령을 발한다. 구속의 범위에서 관할 법관에로의 인치에 관한 규정인 제115조 제4항은 준용된다.
주목해야할 것은 독일의 경우 현행범체포 이후 구속의 필요성이 인정되어 구속영장을 청구하는 경우 법원은 구속의 필요성 뿐만 아니라 그 체포의 적법성을 판단한다는 것이다. 체포의 적법성과 구속의 필요성이 인정되면 법원은 구속영장을 발부 한다. 여기서도 알 수 있는 것은 독일의 경우 체포와 구속이 분리된 절차가 아니라는 것이다.

### 독일 형사소송법 제127조 제2항
한국 형사소송법 제200조의3 긴급체포에 해당하는 것은 독일 형사소송법 제127조 제2항에 가깝다.
이에 따르면 특히 구속명령의 요건이 충족되고 지체의 위험이 있다면 검찰 또는 경찰직 공무원은 잠정적인 체포를 할 수 있다. 구속명령의 요건은 독일 형사소송법 제112조에 규정되어 있다. 이에 따르면 구속(Untersuchungshaft)은 피의자가 범죄에 대한 긴급한 혐의가 있고 구속사유가 존재하는 경우에 명령된다(제1항). 이 경우 구속 사유로는 도주 및 도주우려(Fluchtgefahr), 증거인멸의 우려(Verdunkelungsgefahr)를 규정하고 있다(제2항). 다만 특정 중범죄의 경우 그것에 대한 현저한 혐의가 인정된다면 이러한 구속이유가 없어도 구속명령이 이루어진다(제3항).
한국의 긴급체포에 해당될 수 있는 독일 형사소송법 제127조 제2항은 엄밀히 보면 과거 한국의 긴급구속에 가깝다. 동 규정의 잠정적 체포가 인정되기 위해서는 구속사유가 인정되어야 하고, 이러한 잠정적 체포와 구속과의 차이는 단지 법원의 영장을 발부받을 시간적 여유가 없다는 점이다. 여기서도 알 수 있는 것은 독일의 경우 체포와 구속의 질적인 차이가 없다는 점이다.
독일은 체포와 관련해서 잠정적인 체포만 인정하고 한국 형사소송법 제200조의2(영장에 의한 체포)와 같은 것을 알지 못한다. 그런데 한국의 영장에 의한 체포가 임의규정인 형사소송법 제200조 피의자의 출석요구를 일정한 요건하에서 강제하기 위한 제도임에 반해, 독일의 경우 피의자는 소환에 응하여 검사와 수사판사(Ermittlungsrichter) 앞에 출석해야하는 법적 의무가 독일 형사소송법 제163조a 제3항에서 부과되어있다는 점에 주의해야 한다.34) 수사단계에서도 적용될 수 있는 피의자 신문에 관한 규정 중 하나인 독일 형사소송법 제133조에 따르면 피의자는 서면으로 신문을 위해 소환(Ladung)되며 이러한 소환에 출석하지 않는 경우 구인(Vorführung)된다는 경고가 붙을 수 있다. 그리고 구인에 관한 규정인 동법 제234조에 따르면 구속명령의 발부를 허용하는 사유가 있는 경우 즉각적인 구인이 인정된다. 동법 제135조에 의거 피의자는 지체없이 판사에게 구인되어야 하고 판사에 의해 신문되고 피의자는 구인장에 근거하여 구인이 시작된 다음 날이 끝날 때를 넘겨서까지 유치해서는 안 된다. 동법 제163조a 제3항에 의하면 구인의 합법성에 관하여는 피의자의 신청에 의해 관할 법원이 판단하고 이러한 판단에 대해서는 불복하지 못한다. 다만, 경찰 앞에 출석해야 하는 의무는 없다.

## 영국
영국에서 종래 체포는 신문을 하기 위한 신병확보의 수단이 아닌 기소된 피고인을 법정에 인치하기 위한 수단으로서의 성격이 강했다. 따라서 수사기관이 충분한 증거를 확보한 후 기소를 위해 주로 이루어졌고, 체포의 신문을 금지하는 것이 일반적이었다.
그러나 진술거부권 고지 등 안전장치를 마련하며 점차 신문을 위한 체포를 인정해왔고, 치안 및 형사증거법(Police And Criminal Evidence Act 1984, 이하 PACE 1984) 및 부속규정인 Code C, D, E, F 등67)의 절차적 견제장치를 마련하면서 대다수의 체포가 영장 없이 이루어질 정도로 수사를 위한 경찰의 체포, 구금권한이 확대되어 왔다.

### 영장에 의한 체포(Arrest under Warrant)
치안판사는 경찰이 제출, 선서한 기소장(information)에 근거하여 범죄가 이루어지거나 이루어졌다고 믿는 경우에 체포영장을 발부할 수 있는데69) 그 범죄는 기소가능범죄(indictable offenses) 또는 법정형이 자유형인 경우에 한정한다. 그러나 실무상으로는 영장 없는 체포가 광범위하게 이용되고 있어 체포영장의 발부를 위한 별도의 절차보다는 치안법원에 대한 기소절차에서 소환 또는 보석에 불응한 피고인을 인치하기 위한 수단으로 사용된다.

### PACE 1984에 근거한 무영장 체포(Summary Arrest)
영장 없는 체포는 범죄에 가담, 또는 가담하려고 한 의심이 있는 경우 그리고 체포할 필요성에 대한 합리적인 근거를 그 요건으로 하고 있다. PACE 1984 제24조는 무영장에 의한 체포를 경찰관과 일반시민에 따라 나누어 규정하고 있는데 양자의 차이는 영장 없이 체포할 필요성의 요건에 있다. 필요성에 대한 요건은 PACE 1984 제24조 제5항과 Code G(para. 2.9)에 규정되어 있는 사유들 중 어느 하나에 해당되어야 하고 그 외의 사유는 인정되지 않고 있다. 하지만, 해당 요건 자체가 매우 폭넓게 규정되어 있고 요건을 충족하는 주위의 사정에 대한 판단은 경찰관의 재량에 달려 있어서 실무상 영장 없는 체포가 일반적으로 정당화되고 있다.
또한 기존에는 체포가능범죄에 한하여서만 체포가 가능하다고 보았으나, 중대조직범죄 및 경찰법(Serious Organized Crime and Police Act 2005, 이하 SOCPA 2005)에 의해 해당 개념은 폐지되고 모든 범죄에 대해서 체포가 가능하게 되었다. 즉, SOCPA 2005에 따라 체포가 가능한 범죄(arrestable offence, serious arrestable offence)에 대한 개념이 폐지되었다.
이외에도 영장 없이 체포가 가능한 권한을 규정하고 있는 법률로는 보석법(Bail Act 1976) 제5B조 및 제7조의 보석조건 위반 또는 법원출두 불응에 대한 체포, 보석으로 석방된 자가 경찰 출두에 불응한 경우의 PACE 1984 제46A조의 체포, 테러리스트라고 합리적으로 의심되는 자에 대해 영장 없이 체포할 수 있는 테러법(Terrorism Act 2000) 제41조의 체포 등이 있다.

## 일본
현행 일본 형사소송법이 인정하고 있는 체포에는 한국과 마찬가지로, 통상체포(通商逮捕;체포영장에 의한 체포), 현행범체포(現行犯逮捕), 긴급체포(緊急逮捕)의 세 종류가 있다.

### 통상체포
사전영장에 의한 체포인 통상체포는 수사기관, 즉 검사, 검찰사무관, 사법경찰직원(사법경찰관리)이 죄를 범하였다고 의심할 만한 상당한 이유가 있을 때에 법관이 미리 발부한 영장에 의해 행하는 체포를 말한다. 통상체포의 영장은 검사 또는 사법경찰관만 청구할 수 있으며, 검찰사무관이나 사법경찰리에게는 권한이 없다. 또한 사법경찰관이라도 국가공안위원회 또는 도도부현 공안위원회가 지정하는 경부 이상의 자가 아니면 청구할 수 없다(제199조 제2항). 일본 형사소송법상 통상체포의 요건으로는 체포의 이유와 체포의 필요성이 요구된다. 체포영장의 청구를 받은 법관은 체포의 이유가 있다고 인정되면, 명백히 체포의 필요가 없다고 인정하는 때를 제외하고는 체포영장을 발부하도록 되어 있다. 만약, 명백히 체포의 필요성이 없다고 인정되는 경우에는 체포영장의 청구를 각하해야 한다(형사소송법규칙 제148조의3).체포의 요건 중 1) 체포의 이유는 “피의자가 죄를 범하였다고 의심할 만한 상당한 이유(제199조 제2항)”를 말한다. 이와 관련하여 오사카 고등법원 등에서는 “수사기관의 단순한 주관적 혐의만으로는 부족하고, 증거자료에 근거한 객관적이고 합리적인 혐의”라고 본다. 그리고 2) 체포의 필요성 판단에서는 “피의자의 연령 및 신상 또는 범죄의 경중이나 양태, 그 밖의 사정에 비추어 피의자가 도망의 우려가 없고, 증거를 인멸할 우려가 없는 등 명백하게 체포의 필요성이 없는 경우(형사소송법규칙 제143조의3)”에 법관이 체포영장 청구를 각하하도록 되어 있다(제199조 제2항). 나아가 체포의 필요성 요건과 관련하여 제199조 제1항 단서는 “30만 엔 이하의 벌금, 구류 또는 과료에 해당하는 일정한 경미범죄에 있어서 피의자가 일정한 주거가 없는 경우 또는 정당한 이유 없이 피의자신문을 위한 수사기관의 출석요구에 불응한 경우에 한하여” 체포할 수 있도록 하는 요건을 부가하고 있다.

### 긴급체포
긴급체포는 사형, 무기 또는 장기 3년 이상의 징역 또는 금고에 해당하는 죄를 범하였다고 의심할 만한 충분한 이유가 있으며, 급속을 요하여 법관에게 체포영장을 청구할 수 없을 때에 그 이유를 고지하고 행하는 체포를 말한다. 한국과는 달리, 피의자를 긴급체포하였을 때에는 즉시 법관에게 사후적으로 체포영장을 청구하여야 하며, 영장이 발부되지 않을 때에는 즉시 피의자를 석방하여야 한다.
1) 합헌성 여부
긴급체포는 영장 없는 체포를 가능하게 하기 때문에 일본 헌법 제33조의 영장주의에 반하는 것이 아닌가 하는 문제를 제기한다. 이에 대하여 일본 최고재판소는 “이러한 엄격한 제약 하에 죄상이 무거운 일정의 범죄에 관해서만 긴급을 요하는 경우에 한하여 체포 후 즉시, 법관의 심사를 받아 체포영장의 발부를 구하는 것을 조건으로 하여 피의자를 체포를 인정하는 것은 헌법 제33조 규정의 취지에 반하는 것이 아니다”라고 판시하고 있다.
다수설은 긴급체포를 체포 후 ‘즉시’ 법관에 의한 심사가 이루어진다는 점에서 합헌성을 긍정한다. 하지만, 합헌을 인정하는 근거와 관련하여 이론 간에 논란이 있으며, 주된 입장은 다음과 같다.128) (1) 영장체포설: 사후라고는 하지만, 체포 후 즉시 체포영장이 발부되는 경우에는 체포절차 전체를 영장에 의한 체포로 해석할 수 있다고 본다. (2) 현행범체포설: 현행범체포에 긴급체포나 준현행범 체포를 포함할 수 있다고 본다. (3) 합리적 체포설: 일정한 긴급사태의 경우, 범인을 영장 없이 체포하는 것은 헌법 제33조가 영장주의의 합리적인 예외라고 인정하고 있다고 본다.
2) 긴급체포 요건
(1) 비교적 무거운 법정형의 범죄인 “사형, 무기 또는 장기 3년 이상의 징역 또는 금고에 해당하는 죄”에 대하여 (2) 통상체포와 비교하여 높은 범죄의 혐의가 존재하는 때, 그러니까 죄를 범하였다는 것을 의심하기에 충분한 이유가 있는 경우, (3) 급속을 요하여 법관에게 체포영장을 청구하는 것이 가능하지 않은 경우, (4) 검사, 검찰사무관, 사법경찰직원이 상기의 이유를 고지하여 영장 없는 긴급체포를 할 수 있다. 그리고 (5) 체포한 자는 즉시 법관에게 체포영장을 청구하는 절차를 진행해야 한다.
여기서 두 번째 요건인 혐의의 충분성은 통상체포의 상당한 이유보다 요건을 엄격하게 정하고 있다. 이것은 법원의 사법심사를 사전에 거치지 않는 긴급체포의 경우, 수사기관에 의한 자의적 체포를 억제하기 위함이다. 그러나 이 혐의는 긴급체포의 여러 정황을 고려하건대, 구속요건으로서 “혐의의 상당성”보다는 낮은 것으로 해석된다. 또한 세 번째 요건인 긴급성에서는 수사관이 피의자를 그 장소에서 체포하지 않으면, 체포가 곤란해지는 사정이 있었는지를 여러 정황을 고려하여 판단한다. 이때, 긴급성의 판단자료로서 체포시점에 있었던 사정만을 고려하는 것으로 족하다는 견해도 있다. 하지만, 이에 따르면, 수사관이 사전에 체포영장 발부를 구하는 노력을 태만히 한 경우에도 긴급체포를 인정할 수 있는 가능성이 생긴다. 따라서 체포 전 사정까지 고려하여 수사관의 태만함 등이 인정되지 않는 경우에 긴급성을 긍정하는 것이 타당하다.
이외에 “체포의 필요성”도 요건으로 보는 것이 다수설과 실무의 입장이다. 긴급체포의 경우, 체포의 필요성 요건에 대하여는 통상체포와 같이 명문규정이 없다. 하지만, 신체구속을 통해 죄증인멸 및 도망을 방지할 필요가 있는가에 관한 판단은 긴급체포의 경우에도 타당한 요건이라고 해석해야 한다. 또한, 체포의 필요성 판단과 긴급성 판단은 그 내용상 명백한 차이가 있으므로 긴급체포의 요건으로 체포의 필요성도 당연히 포함되어야 한다.
3) 사후영장 청구절차: “즉시”의 의미
긴급체포에서는 피의자에게 이유를 고지하고 체포한 이후, 즉시 법관에게 체포영장을 구하는 절차를 진행해야 한다. (1) 피의자에게는 피의사실의 요지와 급속을 요하는 사정이 있다는 것 두 가지를 체포 시에 고지해야 한다. 이 둘 중 어느 하나라도 결한 경우에는 긴급체포절차가 위법하다고 할 수 있다. 하지만, 이러한 절차 자체가 신속을 요하는 사정 하에 이루어진다는 점을 고려하면, 상세한 고지까지 수행할 필요는 없다고 본다. (2) 긴급체포영장의 청구권자와 관련하여, 통상체포의 경우와 같은 제한을 두고 있지 않다. 따라서 검찰사무관이나 사법순사도 청구할 수 있고, 체포자 자신이 아닌 경우도 무관하다. 영장청구절차는 통상체포와 다르지 않다.
형사소송법 제210조 제1항의 “즉시”에 대하여는 (1) 문자 그대로 해석하여 “즉각”이라고 할 정도의 유예만을 허용한다는 설, (2) “가능한 빨리” 정도의 취지라고 하여 앞의 경우보다 온화하게 해석하는 설이 있다. 긴급체포의 합헌성은 일본 최고재판소의 판시와 같이 “즉시 법관에게 심사를 받아 체포영장 발행을 청구하는 것을 조건으로 하여” 인정할 수 있으므로, 즉시 법관의 심사를 받는 것이 합헌성 판단에 불가결한 요소라 할 수 있다. 따라서 이에 대하여는 엄격한 해석이 이루어지는 것이 상당하다고 할 것이다.
또한, 체포영장 청구절차가 즉시 이루어졌는지 여부는 단순히 긴급체포 시점에서 법원에 체포영장 청구가 수리된 시점까지의 장단(長短)만이 아니라, 체포영장청구의 소명자료 작성시간이나 체포지·경찰서·법원 사이의 거리와 교통사정 등 구체적 사실을 고려하여 판단한다. 판례 역시 긴급체포에서 영장청구까지 약 6시간 내지는 6시간 반이 경과한 사안에서 위법이라고 판단한 것과 적법이라고 판단한 것이 모두 있다. 이와 관련하여 법관이 체포영장의 발부를 청구받고, 그 발부를 판단하기까지의 시간도 문제된다. 형사소송법 제210조가 이를 규정하지는 않지만, 앞의 최고재판소 판결의 취지나 영장주의의 관점에서 신속성의 요청은 체포영장의 청구에만 그치는 것이 아니라, 법관의 판단에까지 미치는 것으로 해석할 수 있다.
4) 법원의 심사
가) 판단대상: 긴급체포 추인과 인신구속 계속의 승인
이 청구를 받은 법관은 긴급체포 시에 긴급체포 요건이 충족되어 있는지, 그리고 영장청구 시에 통상체포의 이유와 필요성이 존재하는지를 심사한다. 이들 모두가 인정되지 않으면, 체포영장 청구는 기각되고 즉시 피의자는 석방되어야 한다(제210조 제1항). 즉, 긴급체포 후 체포영장 발부를 구하는 것은 우선, 법관에게 이미 행해진 긴급체포의 위법성을 추인해 줄 것을 요청하는 의미가 있다. 뿐만 아니라, 이후 인신구속을 계속할 필요성을 법관에게 승인해 줄 것을 요청하는 의미도 있다. 따라서 긴급체포영장에는 피의자의 신체구속을 허가하는 효과가 있고, 이것은 통상체포영장과 다를바가 없다. 이로 인해 영장발부 시점에 통상체포의 요건을 결하는 경우에는 긴급체포 영장의 발부도 허가되지 않는다고 본다. 이렇게 긴급체포영장의 청구를 받은 법관은 (1) 체포 시 긴급체포요건의 존부와 (2) 영장발부 시 통상체포 요건의 존부 두 가지를 심사한다. 이 두 개의 판단은 각각 독립된 것으로, 영장발부 시점에 통상체포요건이 인정되지 않아 체포영장이 발부되지 않더라도 긴급체포 자체가 위법하게 되는 것은 아니다.
나) 소명자료의 범위
긴급체포 요건은 긴급체포 시점에 존재해야 하기 때문에 체포영장 청구 시에 제출한 소명자료도 원칙적으로 체포자가 체포 시에 인식했던 구체적 사정에 기초하여 작성되어야 한다. 다만, 체포자가 체포 시에 인식하고 있었던 사정이라면, 이를 긴급체포 후에 서면화하는 것은 문제가 없다. 반면, 통상체포의 요건에서는 발부시점이 판단대상이 되므로 소명자료도 체포영장청구 시까지 수집한 일체의 자료를 제출할 수 있다고 보아야 한다. 법관도 이 두 개의 판단을 명확히 구별한 후, 특히 각하재판을 할 경우에는 어떤 요건이 흠결되었는지를 구체적으로 명기해야 한다.
다) 긴급체포 후 피의자를 석방하는 경우, 체포영장 청구의 필요성
이와 관련하여 수사기관이 피의자를 긴급체포했지만, 체포영장을 청구하기 전 사람을 착각한 것 등을 이유로 하여 피의자를 석방하는 경우, 체포영장을 구하는 절차를 진행할 필요가 있는지 여부가 문제된다. 통상 이 경우에도 수사기관은 체포영장을 청구할 필요가 있다고 보는 것이 다수설이다. 이 사안을 형사소송법상 명문의 규정으로 규율하고 있지는 않지만, 범죄수사규범 제120조 제3항에서 밝히고 있다. 즉, 긴급체포에 의해 피의자의 인신을 구속했다면, 이후 사정변경에 의해 인신구속을 계속하지 않더라도, 체포 시에 긴급체포 요건을 충족하였는지 여부를 법관의 사후 심사를 통해 거칠 필요가 있다.
이 경우, 긴급체포영장 청구를 받은 법관은 ① 긴급체포 자체가 위법하다고 판단되면, 피의자 석방 여부와 무관하게 체포영장의 청구를 각하해야 한다. 그러나 ② 긴급체포 자체가 적법하나, 이후 사정변경에 의해 피의자가 석방된 경우에는 다음과 같이 견해가 나뉘고 있다. 법관은 긴급체포의 적법성만을 판단하여 적법성을 추인하기 위해 체포영장을 발부해야 한다는 견해(②-1)와 더 이상 인신구속이 필요 없음을 반영하여 영장청구를 각하하되, 긴급체포 자체의 적법성을 분명히 하기 위해 각하 이유에서 그 취지를 명시해야 한다는 견해(②-2)가 있다.

### 현행범체포
“현재 범죄를 실행 중이거나, 실행 직후인 자(일본 형사소송법 제212조 제1항)”를 현행범이라 하며, 현행범은 누구든지 체포할 수 있다. 한편, 준현행범으로서 다음 각각에 해당하는 자 – 범인으로 불리며 추적되고 있는 때, 장물 또는 명백히 범죄의 용도에 제공되었다고 인정되는 흉기 기타 물건을 소지하고 있는 때, 신체 또는 피복에 범죄의 현저한 증적이 있는 때, 누구임을 물음에 대하여 도망하려 하는 때 - 가 범죄의 실행을 종료한 직후라고 명백히 인정되는 때에는 현행범으로 간주한다. 또한, 30만엔 이하의 벌금, 구류, 또는 과료에 해당하는 죄의 현행범에 대하여는 “범인의 주거 또는 성명이 명확하지 않은 경우, 또는 범인이 도망할 염려가 있는 경우(일본 형사소송법 제217조)”에 한하여 현행범체포가 허용된다.
준현행범의 경우, 일본형사소송법은 준현행범의 경우 “죄의 실행을 마친 직후라고 명백히 인정되는 때”를 요건으로 명시하고 있다는 점에서 이러한 요건을 명문으로 두고 있지 않은 한국의 준현행범 규정(한국 형사소송법 제211조 제2항)과 차이가 있다. 또한, 일본의 경우 경미범죄 현행범체포의 사유로 3가지 예외 – 주거불명, 성명불명, 도주우려 –를 인정하고 있다는 점에서 주거불명(한국 형사소송법 제214조)만을 예외사유로 두고 있는 한국과 대비된다.

## 같이 보기
- 입건
- 가택 연금
- 긴급 체포(무영장 체포)
- 영장 체포
- 체포영장
- 구속영장
- 구속
- 상당한 근거
- 미국 수정 헌법 제4조